# Óscar Freire
Óscar Freire Gómez (* 15. února 1976, Torrelavega, Kantábrie, Španělsko), přezdívaný Kočka (The Cat) a Oscarito, je bývalý španělský profesionální cyklista. Ve své kariéře dokázal 3x zvítězit na mistrovství světa, vyhrát ve 4 etapách Tour de France, 7 etapách španělské Vuelty a také 3x opanovat Milán – San Remo.
S profesionální cyklistikou začínal v roce 1998, kdy se stal jezdcem týmu Vitalicio Seguros, v letech 2000 až 2002 působil ve stáji MAPEI. Mezi lety 2003–2011 působil v holandském Rabobanku, odkud zamířil do Katushi, kde po sezoně 2012 ukončil kariéru.